# Rinat Achmetow
Rinat Łeonidowycz Achmetow, ukr. Рінат Леонідович Ахметов (ur. 21 września 1966 w Doniecku) – ukraiński przedsiębiorca i polityk pochodzenia tatarskiego, najbogatszy człowiek na Ukrainie, właściciel klubu piłkarskiego Szachtar Donieck, w latach 2006–2012 deputowany Rady Najwyższej z listy Partii Regionów.

## Życiorys
Na początku lat 90. ukończył ekonomię na Donieckim Uniwersytecie Narodowym. W 1995 zainicjował utworzenie miejskiego banku w Doniecku. Pod koniec lat 90. stał się najbardziej wpływowym człowiekiem Donbasu. Swój kapitał skoncentrował w donieckiej grupie kapitałowej System Capital Management, która uzyskała udziały m.in. w kerczeńskim kombinacie metalurgicznym, zakładzie metalurgicznym Danko, kombinacie metalurgicznym Azowstal, licznych kopalniach węgla kamiennego oraz sektorze bankowym. Rinat Achmetow wskazywał, że pozyskanie funduszy na nabycie tych aktywów umożliwiło mu prowadzenie działalności handlowej, dzięki której zdobył kapitał niezbędny do założenia banku w połowie lat 90. Twierdził też, że przychody z zarządzania nim umożliwiły mu nabywanie upadających przedsiębiorstw przemysłowych, na bazie których powstał później holding SCM.
Jego nazwisko stało się powszechnie znane, gdy w połowie lat 90. został prezesem klubu piłkarskiego Szachtar Donieck. W 2001, w trakcie wywiadu dla gazety „Korrespondent”, ujawnił, że kieruje trzema przedsiębiorstwami: bankiem w Doniecku, firmą Luks oraz System Capital Management. Stał się głównym oligarchą tzw. klanu donieckiego.
Posiadając spore wpływy w Donbasie, przez pewien czas nie angażował się w działalność polityczną. Sytuacja uległa zmianie po Pomarańczowej rewolucji. Jeszcze przed jej rozpoczęciem bliskim współpracownikiem Rinata Achmetowa stał się Wiktor Janukowycz, sprawujący urząd premiera i startujący w wyborach prezydenckich w 2004. Przedsiębiorca zaczął też uchodzić za głównego sponsora polityka oraz Partii Regionów. Po przejęciu władzy przez Wiktora Juszczenkę Rinat Achmetow stracił kilka aktywów, w tym Kryworiżstal – ukraiński kombinat górniczo-hutniczy, zakupiony wraz z zięciem Łeonida Kuczmy Wiktorem Pinczukiem za kwotę 800 mln USD, podczas gdy jego rynkową wartość szacowano na 2 mld USD. Zdaniem nowej władzy różnica została wykorzystana do sfinansowania kampanii wyborczej Wiktora Janukowycza; rząd Julii Tymoszenko doprowadził do unieważnienia transakcji.
W 2006 i 2007 Rinat Achmetow uzyskiwał mandat deputowanego do ukraińskiego parlamentu z listy Partii Regionów. W 2012 nie ubiegał się o reelekcję.
Według rankingu sporządzonego przez ukraiński tygodnik „Korespondent” w 2008 jego majątek wyceniany był na około 31 mld USD, czym uzyskałby pozycję najbogatszego człowieka w Europie. Zgodnie z rankingiem najbogatszych ludzi świata, publikowanym przez amerykański miesięcznik „Forbes”, majątek Rinata Achmetowa wyceniono w 2012 na 16 mld USD.
W 2006 został honorowym obywatelem Doniecka. Sfinansował budowę stadionu Donbas Arena w tym mieście, areny mistrzostw Europy w Piłce Nożnej w 2012.
W 2022 potępił Rosję za inwazję na Ukrainę, Władimira Putina określił mianem zbrodniarza wojennego. W trakcie inwazji poprzez kontrolowane przez siebie instytucje zaczął przekazywać środki finansowe dla ukraińskich sił zbrojnych. Magazyn „Forbes” oszacował, że rosyjska inwazja na Ukrainę spowodowała spadek wartości majątku Rinata Achmetowa w ciągu zaledwie dwóch tygodni z kwoty 14 do kwoty poniżej 6 miliardów dolarów. Przedsiębiorca oszacował straty w wyniku zniszczeń spowodowanych przez rosyjskie bombardowania jego zakładów metalurgicznych w Mariupolu na kwotę od 17 do 20 miliardów dolarów.

## Odznaczenia
- Order „Za zasługi” III klasy: 2002[13]
- Order „Za zasługi” II klasy: 2004[14]
- Order „Za zasługi” I klasy: 2006[15]
- Order Księcia Jarosława Mądrego V klasy: 2010[16]